# Grazia Labate
Grazia Labate (Agna, 18 gennaio 1947) è una politica italiana.

## Biografia
Laureata in economia e commercio. Insegna economia sanitaria presso l'Università di York, Inghilterra. Nel 1996 viene eletta per la prima volta deputata con il Pds, nel Collegio 11 di Rapallo. Sarà rieletta anche nella successiva legislatura con i Democratici di Sinistra (evoluzione del Pds). Da sempre impegnata sulle questioni della sanità pubblica attualmente scrive anche per il giornale online Quotidiano Sanità.

### Incarichi parlamentari
È stata componente della XII commissione parlamentare Affari sociali (20 giugno 2001 al 27 aprile 2006).

### Sottosegretario di Stato
Ha svolto l'incarico di Sottosegretario di Stato alla Sanità nel secondo governo di Giuliano Amato (dal 27 aprile 2000 al 10 giugno 2001).